# Simulium kanchaveli
Simulium kanchaveli är en tvåvingeart som först beskrevs av Machavariani 1966.  Simulium kanchaveli ingår i släktet Simulium och familjen knott. Inga underarter finns listade i Catalogue of Life.